# Chiesa di Santa Maria Assunta (Campo Tures)
La chiesa di Santa Maria Assunta (in tedesco Pfarrkirche Mariä Himmelfahrt in Taufers) è la parrocchiale di Campo Tures, in provincia di Bolzano e diocesi di Bolzano-Bressanone; fa parte del decanato di Tures.

## Storia

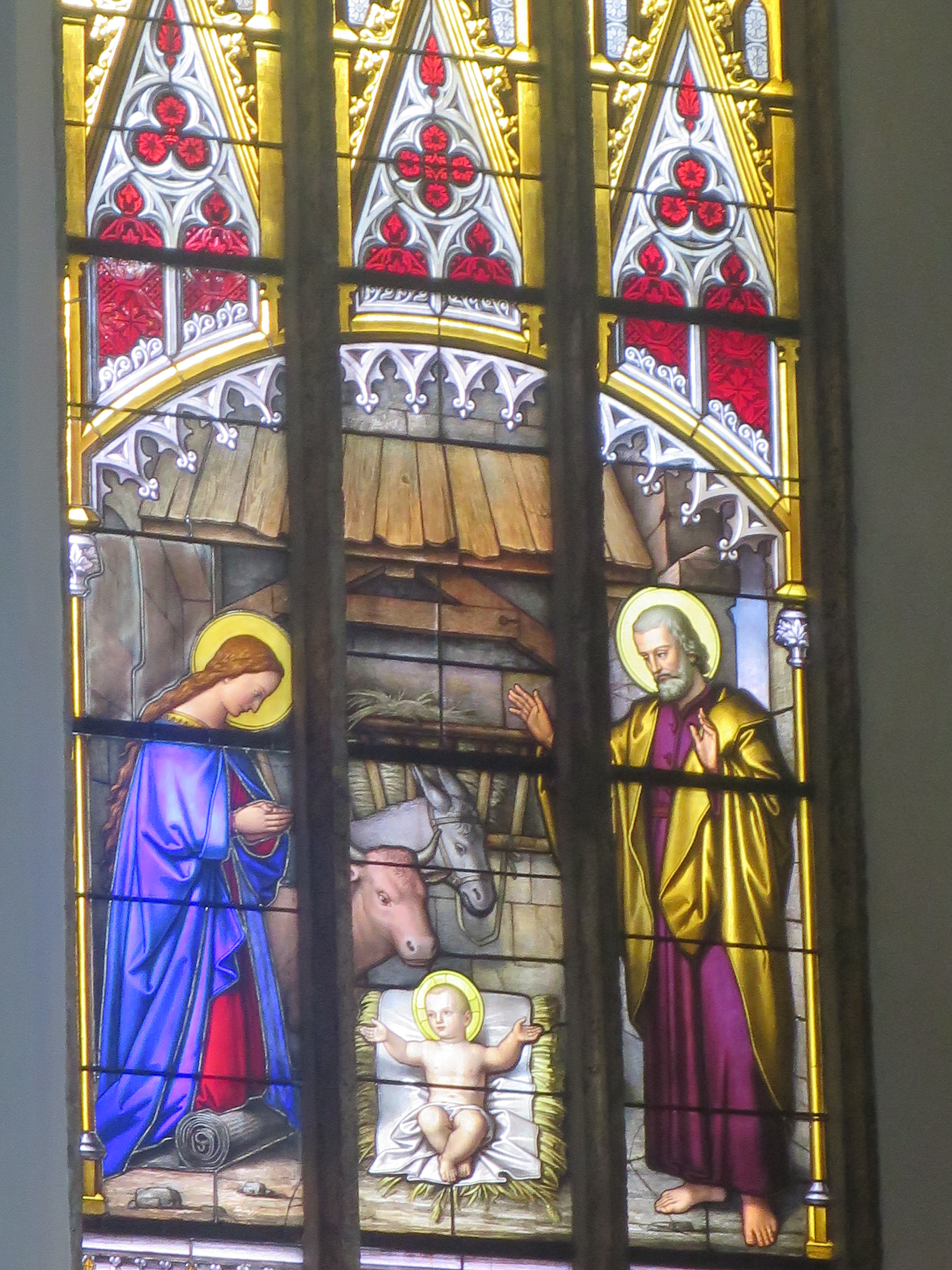
La vetrata raffigurante la Nascita di Gesù

La prima citazione di una chiesa a Campo Tures risale al XIII secolo.
L'attuale parrocchiale venne costruita in stile gotico tra il 1503 e il 1527 su progetto di Valentin Winkler e per volere dell'allora parroco don Lienhart Fabri; durante la realizzazione dell'edificio, la precedente chiesetta fu lasciata intatta, per poi venir demolita nel 1527 al completamento della nuova.

## Descrizione

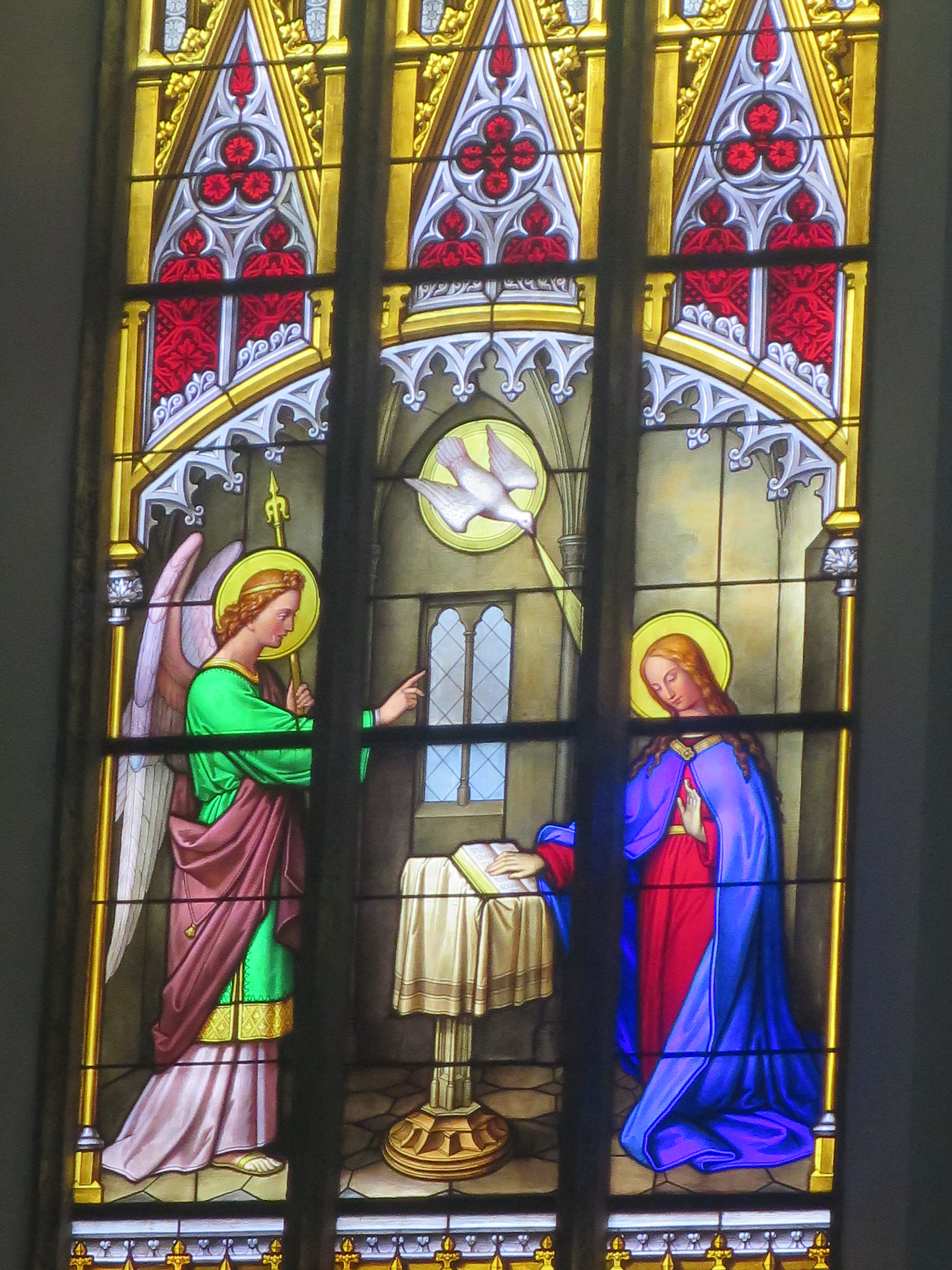
La vetrata raffigurante lAnnunciazione

La chiesa è ad un'unica navata che misura quaranta metri di lunghezza e tredici di larghezza, contigua alla quale è la cappella Arberg; la volta è a reticolo e presenta varie figure e stemmi, mentre l'abside è poligonale.
Opere di pregio qui conservate sono il gruppo statuario della Refina del Rosario, realizzato verso il 1645 da Raffaello Baratti, la pala con soggetto l'Assunta, eseguita dal bolzanino Karl Henrici nel 1783, due ottocenteschi altari laterali, le tele con la Regina del Rosario con San Domenico, dipinta nel 1850 da Franz Hellweger, e con la Sacra Famiglia assieme a Giovanni Battista, dipinta dal veneziano Cosroe Dusi nel 1839, le statue dei Quattro Evangelisti, originariamente poste sull'altare maggiore, le vetrate policrome con la Nascita di Gesù Cristo e l'Annunciazione di Maria, realizzate nel 1863, l'altare maggiore del 1908, progettato da Josef Schmid e costruito da Alois Winkler e l'organo, opera del 2008 dei fratelli svizzeri Metzler.